# Ołeksij Pinczuk
Ołeksij Wjaczesławowycz Pinczuk, ukr. Олексій В`ячеславович Пінчук (ur. 17 lutego 1992 w Dniepropetrowsku) – ukraiński piłkarz, grający na pozycji obrońcy.

## Kariera piłkarska

### Kariera klubowa
Wychowanek klubu Dnipro Dniepropetrowsk, barwy którego bronił w juniorskich mistrzostwach Ukrainy (DJuFL). Karierę piłkarską rozpoczął 1 sierpnia 2009 roku w zespole Dnipro-75 Dniepropetrowsk, potem występował w drugiej drużynie Dnipra. Latem 2012 przeszedł do Stali Dnieprodzierżyńsk. W lipcu 2014 został piłkarzem Gandzasaru Kapan, w którym grał do grudnia 2014. W 2015 wrócił do Stali Dnieprodzierżyńsk. 11 lipca 2015 przeniósł się do PFK Sumy. 15 marca 2016 został piłkarzem Weresu Równe. W sierpniu 2016 zasilił skład MFK Mikołajów. W marcu 2017 występował w krymskim Kafa Teodozja. 5 kwietnia 2017 wrócił do Weresu Równe. W lipcu 2017 zmienił klub na Hirnyk-Sport Horiszni Pławni. W lipcu 2018 podpisał kontrakt z Metałurhiem Zaporoże. W lutym 2019 opuścił zaporoski klub.

## Sukcesy i odznaczenia

### Sukcesy klubowe
Stal Dnieprodzierżyńsk
- wicemistrz Ukraińskiej Pierwszej Ligi: 2014/15